# James Avery
James La Rue Avery (n. 27 noiembrie 1945, Pughsville⁠(d), Cele treisprezece colonii, Regatul Marii Britanii – d. 31 decembrie 2013, Los Angeles, California, SUA) a fost un actor american. Acesta era cunoscut pentru următoarele roluri: Philip Banks din Prințul din Bel-Air, Shredder⁠(d) din Țestoasele Ninja, Judecătorul Michael Conover din L.A. Law⁠(d), Steve Yeager din Familia Brady⁠(d), Haroud Hazi Bin din Aladdin⁠(d) și Dr. Crippen în Aproape de adevăr⁠(d) (2005–2007).

## Biografie
Avery s-a născut pe 27 noiembrie 1945 în Pughsville, Virginia⁠(d). Tatăl său nu l-a recunoscut și nu a fost menționat pe certificatul său de naștere, iar acesta a rămas alături de mama sa, Florence J. Avery. Florence s-a mutat în cele din urmă împreună cu James în Atlantic City, New Jersey. A activat în Marina Statelor Unite în timpul războiul din Vietnam din 1968 până în 1969 și în cele din urmă s-a mutat la San Diego, California, unde a început să scrie poezie și scenarii de televiziune pentru PBS⁠(d). A câștigat un Premiu Emmy pentru producție în timpul petrecut acolo, iar apoi a primit o bursă la Universitatea din California, San Diego⁠(d), unde a urmat Colegiul Thurgood Marshall⁠(d) și a obținut o diplomă de licență în arte și literatură în 1967.

## Cariera
Avery și-a început cariera în anii 1980 cu apariții în seriale de televiziune precum Hill Street Blues⁠(d) de la NBC, sitcomul Showtime Brothers⁠(d), Amen⁠(d), FM⁠(d) și L.A. Law. În anii 1990, a ajuns cunoscut pentru rolul lui Philip Banks din Prințul lui Bel-Air, un personaj care a fost clasat pe locul 34 în „50 Greatest TV Dads of All Time” al revistei TV Guide. După ce Prințul din Bel Air s-a încheiat, acesta a jucat rolul lui Alonzo Sparks în serialul de comedie UPN Sparks⁠(d) timp de două sezoane. Alte roluri notabile în televiziune au inclus Dr. Crippen⁠(d) în Aproape de adevăr, Charles Haysbert în Divizia⁠(d) și  comandantul lui Michael Kelso⁠(d) la academia de poliție în serialul That '70s Show.
Printre cele mai cunoscute roluri de voce se numără Shredder din serialul animat Țestoasele Ninga și James Rhodes/War Machine⁠(d) din Iron Man⁠(d) în anii 1990. De asemenea, a fost vocea personajului Junkyard Dog⁠(d) în Hulk Hogan's Rock 'n' Wrestling⁠(d), Turbo⁠(d) în Rambo and the Forces of Freedom⁠(d) (1986) și Haroud Hazi Bin în Aladdin (1994).
Avery a susținut un discurs în cadrul Colegiului Thurgood Marshall College din UC San Diego în 2007 și în 2012.

## Viața personală
În 1988, Avery s-a căsătorit cu iubita sa Barbara. Barbara a fost decan al vieții studențești la Universitatea Loyola Marymount⁠(d). Nu a avut copii biologici, dar a fost tată vitreg pentru fiul Barbarei, Kevin Waters.

### Moartea
Pe 31 decembrie 2013, Avery a murit la vârsta de 68 de ani la Glendale Memorial Medical Center. Publicistul său, Cynthia Snyder, a declarat pentru Associated Press că Avery a murit în urma unor complicații apărute după o intervenție chirurgicală pe cord deschis. Janet Hubert⁠(d), actrița care a interpretat-o Vivian, soția lui Philip Banks, în serialul Prințul din Bel Air în primele trei sezoane, a declarat după moartea sa: „Odihnește-te în pace James, lumea este o scenă, iar noi suntem actori în această producție numită VIAȚĂ”. Will Smith a comentat despre moartea lui Avery, declarând că „unele dintre cele mai mari lecții despre actorie, viață și bun simț pe care le-am primit au venit de la James Avery. Fiecare tânăr are nevoie de un unchi Phil. Odihnește-te în pace.” Joseph Marcell (Geoffrey) l-a numit pe Avery un „gigant blând”.
Trupul lui Avery a fost incinerat și cenușa a fost împrăștiată lângă Oceanul Pacific. În aprilie 2020, Will Smith s-a reunit cu distribuția serialului Prințul din Bel Air într-o conferință video în onoarea celor mai bune momente din serial ale actorului.

## Filmografie
| An   | Titlu                                     | Rol                   | Note                            |
| ---- | ----------------------------------------- | --------------------- | ------------------------------- |
| 1980 | The Stunt Man                             | James                 | Necreditat                      |
| 1980 | The Blues Brothers                        | James                 | Necreditat                      |
| 1985 | Fletch                                    | Detective #2          |                                 |
| 1985 | Appointment with Fear                     | Connors               |                                 |
| 1985 | Stoogemania                               | Gulch                 |                                 |
| 1986 | Fist of the North Star                    | Fang                  | Voce (1991 Streamline Pictures) |
| 1986 | The Eleventh Commandment                  | Larry                 |                                 |
| 1986 | 8 Million Ways to Die                     | Deputy                |                                 |
| 1986 | The Ladies Club                           | Joe                   |                                 |
| 1986 | Extremities                               | Security Guard        |                                 |
| 1987 | Three for the Road                        | Clarence              |                                 |
| 1987 | Nightflyers                               | Darryl                |                                 |
| 1987 | Deadly Daphne's Revenge                   | Det. Wood             |                                 |
| 1987 | Jake's M.O.                               | Abel Barnes           |                                 |
| 1988 | License to Drive                          | Les' DMV Examiner     |                                 |
| 1991 | Beastmaster 2: Through the Portal of Time | Lt. Coberly           |                                 |
| 1991 | Shout                                     | Midnight Rider        | Voce                            |
| 1991 | The Linguini Incident                     | Phil                  |                                 |
| 1993 | Little Miss Millions                      | Agent Noah Hollander  |                                 |
| 1995 | The Brady Bunch Movie                     | Steve Yeager          |                                 |
| 1997 | Spirit Lost                               | Dr. Glidden           |                                 |
| 1998 | 12 Bucks                                  | Slow                  |                                 |
| 1998 | The Prince of Egypt                       | Additional Characters | Voce                            |
| 1999 | Out in Fifty                              | Cappy                 |                                 |
| 1999 | After Romeo                               |                       |                                 |
| 2000 | Dancing in September                      | Mr. Warner            |                                 |
| 2001 | Honeybee                                  | Larry Dukes           |                                 |
| 2001 | Dr. Dolittle 2                            | Eldon                 |                                 |
| 2001 | Chasing Sunsets                           | Mr. Burken            |                                 |
| 2004 | Raise Your Voice                          | Mr. Gantry            |                                 |
| 2004 | Hair Show                                 | Seymour Gold          |                                 |
| 2005 | Lethal Eviction                           | Gus Winter            |                                 |
| 2005 | The Third Wish                            | George                |                                 |
| 2005 | Wheelmen                                  | Vice President        |                                 |
| 2005 | A Christmas Wish                          | Saint                 | Scurtmetraj                     |
| 2006 | Restraining Order                         | Judge Sanderson       |                                 |
| 2006 | Think Tank                                | Uncle John            |                                 |
| 2006 | Danika                                    | Teddy Johnson         |                                 |
| 2007 | Who's Your Caddy?                         | Caddy Mack            |                                 |
| 2007 | Divine Intervention                       | Rev. Matthews         |                                 |
| 2008 | His Good Will                             | Mr. Cooper            | Scurtmetraj                     |
| 2008 | Leave with It                             | Dr. Leon              | Scurtmetraj                     |
| 2009 | Steppin: The Movie                        | The Chancellor        |                                 |
| 2010 | Let the Game Begin                        | Mark Hanley           |                                 |
| 2010 | Stride                                    | George                |                                 |
| 2010 | The Grind                                 | Modelo Snipes         |                                 |
| 2012 | Valediction                               | Edward                | Scurtmetraj                     |
| 2014 | Wish I Was Here                           | Audition actor #2     | Rol final, lansat postum        |

### Seriale
| An        | Titlu                                           | Rol                                       | Note                                                                    |
| --------- | ----------------------------------------------- | ----------------------------------------- | ----------------------------------------------------------------------- |
| 1983      | Antony and Cleopatra                            | Mardian                                   | Film de televiziune                                                     |
| 1983      | Tales of the Gold Monkey                        | Gabriel                                   | Episodul: "God Save the Queen"                                          |
| 1983      | Newhart                                         | Construction Guy                          | Episodul: "Heaven Knows Mr. Utley"                                      |
| 1983      | The Jeffersons                                  | Coleman                                   | Episodul: "Father Christmas"                                            |
| 1983-1984 | Simon & Simon                                   | Huey, Roy                                 | 2 episoade                                                              |
| 1984      | Hill Street Blues                               | Tolliver                                  | 3 episoade                                                              |
| 1984      | Legmen                                          | No Neck                                   | Episodul: "I Shall Be Re-Released"                                      |
| 1984      | Hardcastle and McCormick                        |                                           | Episodul: "Scared Stiff"                                                |
| 1984      | Going Bananas                                   | Hank                                      |                                                                         |
| 1984      | Webster                                         | Judge                                     | Episodul: "Webster Long" (2)                                            |
| 1984      | Fist of the North Star                          | Fang                                      | Voce; Dublaj în engleză                                                 |
| 1984      | The Dukes of Hazzard                            | Charlie                                   | Episodul: "Cool Hands, Luke & Bo"                                       |
| 1984-1985 | Brothers                                        | Bubba Dean                                | 2 episoade                                                              |
| 1985      | Street Hawk                                     | Councilman Waters                         | Episod pilot                                                            |
| 1985      | St. Elsewhere                                   | Mental Patient                            | Episodul: "Give the Boy a Hand"                                         |
| 1985      | Cagney & Lacey                                  |                                           | Episodul: "Who Says It's Fair" (1)                                      |
| 1985      | Kicks                                           | Stanley                                   | Film de televiziune                                                     |
| 1985      | Space                                           | Jean-Marie                                | Miniserie CBS                                                           |
| 1985      | Scarecrow and Mrs. King                         | Nabuti                                    | Episodul: "Murder Between Friends"                                      |
| 1985      | Hulk Hogan's Rock 'n' Wrestling                 | Junkyard Dog                              | Voce                                                                    |
| 1985      | George Burns Comedy Week                        |                                           | Episodul: "The Assignment"                                              |
| 1985      | The A-Team                                      |                                           | Episodul: "The Heart of Rock n' Roll"                                   |
| 1985      | Moonlighting                                    | Reuben King                               | Episodul: "Twas the Episode Before Christmas"                           |
| 1986      | Karate Kommandos                                | Additional voices                         |                                                                         |
| 1986      | Amazing Stories                                 | Chief Hansen                              | Episodul: "Hell Toupee"                                                 |
| 1986      | Rambo and the Forces of Freedom                 | Turbo                                     | Voce                                                                    |
| 1986      | Samaritan: The Mitch Snyder Story               | Hank Dudney                               | Film de televiziune                                                     |
| 1986      | Condor                                          | Cas                                       | Film de televiziune                                                     |
| 1986      | Sunday Drive                                    | Oliver                                    | Film de televiziune                                                     |
| 1986-1989 | The Real Ghostbusters                           | Killerwatt / Judge                        | Voce, 3 episoade                                                        |
| 1986-1989 | Amen                                            | Arnie Samples / Rev. Crawford             | 5 episoade                                                              |
| 1987      | Jake's M.O.                                     | Abel Barnes                               | Episod pilot respins / Film de televiziune                              |
| 1987      | Timestalkers                                    | Blacksmith                                | Film de televiziune                                                     |
| 1987      | Jake and the Fatman                             |                                           | Episodul: "Fatal Attraction"                                            |
| 1987-1989 | Valerie                                         | Judge N. Keller / Mr. Erdman              | 2 episoade                                                              |
| 1987−1993 | Teenage Mutant Ninja Turtles                    | Shredder                                  | Voce, 103 episoade                                                      |
| 1988      | Dallas                                          | Judge Fowler                              | Episodul: "Malice in Dallas"                                            |
| 1988      | Beauty and the Beast                            | Winslow                                   |                                                                         |
| 1988      | 227                                             | Jo-Jo                                     | Episodul: "My Aching Back"                                              |
| 1988      | Heart and Soul                                  | Harlan Sinclair                           | Episod pilot                                                            |
| 1988-1992 | L.A. Law                                        | Judge Michael Conover                     | 9 episoade                                                              |
| 1989      | Full Exposure: The Sex Tapes Scandal            | Earl                                      | Film de televiziune                                                     |
| 1989      | Roe vs. Wade                                    |                                           | Film de televiziune                                                     |
| 1989      | FM                                              | Quentin Lamoreaux                         | Serial de televiziune                                                   |
| 1989      | A Different World                               | The Pin Punisher                          | Episodul: "To Have and Have Not"                                        |
| 1989      | Turn Back the Clock                             | Physical Therapist                        | Film de televiziune                                                     |
| 1990      | Night Court                                     | Judge Hopkins                             | Episodul: "Wedding Bell Blues" (1)                                      |
| 1990      | Capital News                                    |                                           | Episod pilot                                                            |
| 1990      | To My Daughter                                  |                                           | Film de televiziune                                                     |
| 1990-1996 | The Fresh Prince of Bel-Air                     | Philip Banks                              | Rol principal; 148 de episoade                                          |
| 1991      | Teenage Mutant Ninja Turtles                    | Shredder                                  | Voce, Film de televiziune                                               |
| 1991      | The Legend of Prince Valiant                    | Sir Bryant                                | Voce, 9 episoade                                                        |
| 1992      | Roc                                             | Dale Hammers                              | Episodul: "The Car Accident from Heaven"                                |
| 1993      | Without Warning: Terror in the Towers           | Fred Ferby                                | Film de televiziune                                                     |
| 1993      | Family Matters                                  | Little G's father                         | Episodul: "Scenes from a Mall"                                          |
| 1993-1994 | American Experience                             | Charles Hamilton Houston / Narrator       | 2 episoade                                                              |
| 1994      | Hart to Hart: Old Friends Never Die             | Chess Player                              | Film de televiziune                                                     |
| 1994      | A Friend to Die For                             | Agent Gilwood                             | Film de televiziune                                                     |
| 1994      | Aladdin                                         | Haroud Hazi Bin                           | Voce, 11 episoade                                                       |
| 1994-1995 | Iron Man                                        | War Machine                               | Voce, 7 episoade                                                        |
| 1995      | ABC Weekend Special                             | Headman                                   | Voce, Episodul: "Jirimpimbira – An African Folk Tale"                   |
| 1995      | Murder One                                      | Judge Nathaniel Alexander                 | Episodul: "Chapter Five"                                                |
| 1996      | Gargoyles                                       | The Shaman                                | Voce, Episodul: "Walk About"                                            |
| 1996      | Captain Simian & the Space Monkeys              | Gor-illa/Gor                              | Voce, 26 de episoade                                                    |
| 1996      | Spider-Man                                      | War Machine                               | Voce, 2 episoade                                                        |
| 1996-1998 | Sparks                                          | Alonzo Sparks                             | 40 de episoade                                                          |
| 1996-1998 | In the House                                    | Mediator / Sampson Stanton                | 2 episoade                                                              |
| 1997      | Happily Ever After: Fairy Tales for Every Child | Father                                    | Voce, Episodul: "The Golden Goose"                                      |
| 1997      | Extreme Ghostbusters                            | Danny                                     | Voce, Episodul: "Dry Spell"                                             |
| 1998      | The Advanced Guard                              | Fred                                      | Film de televiziune                                                     |
| 1998      | You Lucky Dog                                   | Calvin Bridges                            | Film de televiziune                                                     |
| 1998      | The Wild Thornberrys                            | Gorilla                                   | Voce, Episodul: "Valley Girls"                                          |
| 1999      | Vengeance Unlimited                             | Judge Christopher Washington              | Episod: "Legalese"                                                      |
| 1999      | King's Pawn                                     | Cecil                                     | Episod pilot                                                            |
| 1999      | Where on Earth Is Carmen Sandiego?              | Malcolm Avalon                            | 2 episoade                                                              |
| 1999      | For Your Love                                   | Rev. Hicks                                | Episodul: "Mother Load"                                                 |
| 1999      | Family Law                                      |                                           | Episodul: "Damages"                                                     |
| 1999-2000 | Pepper Ann                                      | Mr. Clapper                               | 3 episoade                                                              |
| 2000      | Bull                                            | Prof. Gilbert Granville                   | Episodul: "What the Past Will Bring"                                    |
| 2000      | One World                                       | William Richard                           | Episodul: "Guess Who's Coming to Dinner"                                |
| 2000      | CSI: Crime Scene Investigation                  | Preston Cash                              | Episodul: "Unfriendly Skies"                                            |
| 2000      | Two Guys and a Girl                             | Judge                                     | Episodul: "Rescue Me"                                                   |
| 2000-2002 | Dharma & Greg                                   | Walter                                    | 2 episoade                                                              |
| 2001      | Epoch                                           | Dr. Solomon Holt                          | Film de televiziune                                                     |
| 2001      | The Jamie Foxx Show                             | Reverend                                  | Episodul: "Always and Forever"                                          |
| 2001      | Strong Medicine                                 | Harold Jenkins                            | Episodul: "Wednesday Night Fever"                                       |
| 2001      | The Legend of Tarzan                            | Chief Keewazi                             | Voce, 3 episoade                                                        |
| 2001      | The Proud Family                                | Crandall Smythe                           | Voce, Episodul: "Spelling Bee"                                          |
| 2001-2002 | The Nightmare Room                              | R.L. Stine                                | 12 episoade                                                             |
| 2001−2003 | Soul Food                                       | Walter Carter                             | 4 episoade                                                              |
| 2002      | Philly                                          | Dean Mark Clivner                         | Episodul: "Here Comes the Judge"                                        |
| 2002      | Judging Amy                                     | Mr. Ruff                                  | Episodul: "Damage Control"                                              |
| 2002      | Nancy Drew                                      | Prof. Shifflin                            | Film de televiziune                                                     |
| 2002-2003 | The Division                                    | Charles Haysbert                          | 9 episoade                                                              |
| 2003      | Reba                                            | Judge Samuel Bennett                      | Episodul: "The Feud"                                                    |
| 2003      | Crossing Jordan                                 | Dr. Erkhart                               | Episodul: "Conspiracy"                                                  |
| 2003      | Street Smarts                                   | Contestant                                | Episodul: "May 16, 2003"                                                |
| 2003      | All About the Andersons                         | Roscoe                                    | Episodul: "Flo's Dream"                                                 |
| 2003-2004 | All of Us                                       | Lucas                                     | 2 episoade                                                              |
| 2004      | That '70s Show                                  | Officer Kennedy                           | 3 episoade                                                              |
| 2004      | Charmed                                         | Zola                                      | Episodul: "A Call to Arms"                                              |
| 2004      | NYPD Blue                                       | Steve Pines                               | Episodul: "Great Balls or Ire"                                          |
| 2004      | Girlfriends                                     | Dr. Couch                                 | Episodul: "Maybe Baby"                                                  |
| 2004      | That's So Raven                                 | Presto Jones                              | Episodul: "Opportunity Shocks"                                          |
| 2005-2007 | The Closer                                      | Dr. Crippen                               | 11 episoade                                                             |
| 2005      | My Wife and Kids                                | Professor Tillman                         | Episodul: "Study Buddy"                                                 |
| 2005      | Star Trek: Enterprise                           | General K'Vagh                            | 2 episoade                                                              |
| 2005      | Living With Fran                                | Mr. Bryant                                | Episodul: "Learning with Fran"                                          |
| 2006      | Take 3                                          | Judge Sanderson                           | Episodul: "Study Buddy"                                                 |
| 2008      | Eli Stone                                       | Mason Andrews                             | Episodul: "Wake Me Up Before You Go-Go"                                 |
| 2009      | Sherri                                          | Redmond                                   | 4 episoade                                                              |
| 2011      | The Problem Solverz                             | Go-Seeki Ninja Master / Ninja Master Head | Voce, Episodul: "Hide and Seek Ninjaz" The things we do for Love Gordon |
| 2012      | Grey's Anatomy                                  | Sam                                       | Episodul: "One Step Too Far"                                            |
| 2012      | The Young and the Restless                      | Judge Roy Daley                           | 2 episoade                                                              |
| 2013      | Call Me Crazy: A Five Film                      | Dr. Beckett                               | Film de televiziune, segmentul: "Eddie"                                 |
| 2013      | Hunt for the Labyrinth Killer                   | Judge Parsons                             | Film de televiziune                                                     |
| 2013      | Go, Bolivia, Go!                                | Commissioner Morocco                      | Film de televiziune                                                     |
| 2015      | Da Jammies                                      | Covington                                 | Voce, Episodul: "Cello" Lansat postum                                   |

### Jocuri video
| An   | Titlu                                      | Rol                      | Note |
| ---- | ------------------------------------------ | ------------------------ | ---- |
| 1989 | Splash Mountain                            | Br'er Frog, Br'er Bear   |      |
| 1995 | Disney's Animated Storybook: The Lion King | Narator                  |      |
| 2006 | Biker Mice from Mars                       | Cataclysm / Cat Commando |      |
| 2011 | Kinect Disneyland Adventures               | Br'er Bear               |      |